# Paratype discalis
Paratype discalis är en fjärilsart som beskrevs av Max Wilhelm Karl Draudt 1919. Paratype discalis ingår i släktet Paratype och familjen björnspinnare. Inga underarter finns listade i Catalogue of Life.